# Henry Wellesley, 6.º Duque de Wellington
Henry Valerian George Wellesley, 6.º Duque de Wellington (14 de julho de 1912 – 16 de setembro de 1943) foi um militar e nobre britânico. Sucedeu a seu pai Arthur Wellesley, 5.º Duque de Wellington no ducado em 11 de dezembro de 1941.

## Biografia
Sua carreira militar começou com o posto de 2 º tenente em 1935 no Duke of Wellington's Regiment (West Riding). Ele morreu, aos 31 anos, em 16 de setembro de 1943 de ferimentos recebidos em ação enquanto liderava um grupo de comandos. Ele está enterrado no British Salerno War Cemetery, Bivio Pratole na província de Salerno, Itália. No momento da sua morte, ele era capitão no comando de uma tropa da N.º 2 Commando, comandado pelo tenente-coronel 'Mad' Jack Churchill.
Tanto o N.º 2 Commando como o N.º 41 Commando dos Royal Marines estavam envolvidos nos desembarques em Salerno. Eles mudaram a partir de sua área de batalha inicial em torno de Vietri sul Mare, a oeste de Salerno, a uma posição de 2-3 milhas para o interior de Mercatello, em seguida, a sudeste de Salerno. Os alemães foram detidos e fortaleceram três posições de montanha. Durante o dia de 16 de setembro, o N.º 2 Commando voltou apesar de um vale em torno da vila de Piegolelle apelidado de "Pigoletti", que havia sido limpo na noite anterior, com a intenção de capturar um morro na extremidade chamado de "Pimple Hill". No entanto, nas primeiras horas, os alemães tinham enviado forças leves de volta para o vale e também reforçou "Pimple Hill". No assalto ao morro duas tropas de comandos foram expostas à bem posicionada linha de metralhadoras. O duque estava entre os mortos: liderando um ataque contra um posto de metralhadora que ele foi atingido por uma explosão sustentada de fogo Spandau. Seu capacete estava furado em três ou quatro lugares. Ele foi enterrado próximo ao local onde foi morto.
Como ele morreu sem herdeiros, e era o único filho de seu pai, ele foi sucedido na nobreza por seu tio, Lord Gerald Wellesley. Sua irmã Anne sucedeu-o como 7.ª Duquesa de Ciudad Rodrigo.

## Ligação externa
- «Contributions in Parliament by the Duke of Wellington» (em inglês). Hansard 1803–2005
- «Duke of Wellington's Regiment  –  West Riding» (em inglês)